# ارتش موقت جمهوری‌خواه ایرلند
ارتش موقت جمهوریخواه ایرلند (انگلیسی: Provisional Irish Republican Army) یک سازمان شبه نظامی جمهوریخواه ایرلندی بود که خواهان جدا کردن ایرلند شمالی از بریتانیا و تشکیل یک جمهوری مستقل و تحقق اتحاد ایرلند بود. این سازمان بزرگترین و فعالترین گروه شبه نظامی در جریان درگیری‌های ایرلند شمالی بود و خود را به عنوان خلف ارتش جمهوری‌خواه ایرلند (۱۹۱۷–۲۲) می‌دید و از این رو خود را صرفاً ارتش جمهوری‌خواه ایرلند یا به زبان ایرلندی Óglaigh na hÉireann می‌خواند.
ارتش جمهوری‌خواه ایرلند در ابتدا بر دفاع متمرکز بود، ولی در ۱۹۷۱ کارزاری تهاجمی را آغاز کرد که هدف آن مجبور کردن بریتانیایی‌ها به مذاکره برای عقب‌نشینی از ایرلند شمالی بود. این ارتش از تاکتیک‌های جنگ چریکی نیز علیه نیروی زمینی بریتانیا استفاده کرد. این ارتش در ایرلند شمالی و انگلستان علیه آنچه اهداف سیاسی و اقتصادی می‌دید دست به یک رشته بمب گذاری زد.
در ژوئیه ۱۹۹۷ پس از پیوستن مجدد شین فین به گفتگوهای صلح ایرلند شمالی اعلام آتش‌بس کرد. این ارتش از پیمان جمعه نیک حمایت کرد و در سال ۲۰۰۵ تحت نظارت بین‌المللی خلع سلاح شد.